# Osman III
Osman III, archaïquement appelé Ottoman III en français, en turc osmanli عثمان ثالث ‘Osmān-i sālis, (2 janvier 1699 - 30 octobre 1757) est un sultan de l'Empire ottoman et calife de l’islam. Il règne du 13 décembre 1754 au 30 octobre 1757.

## Biographie

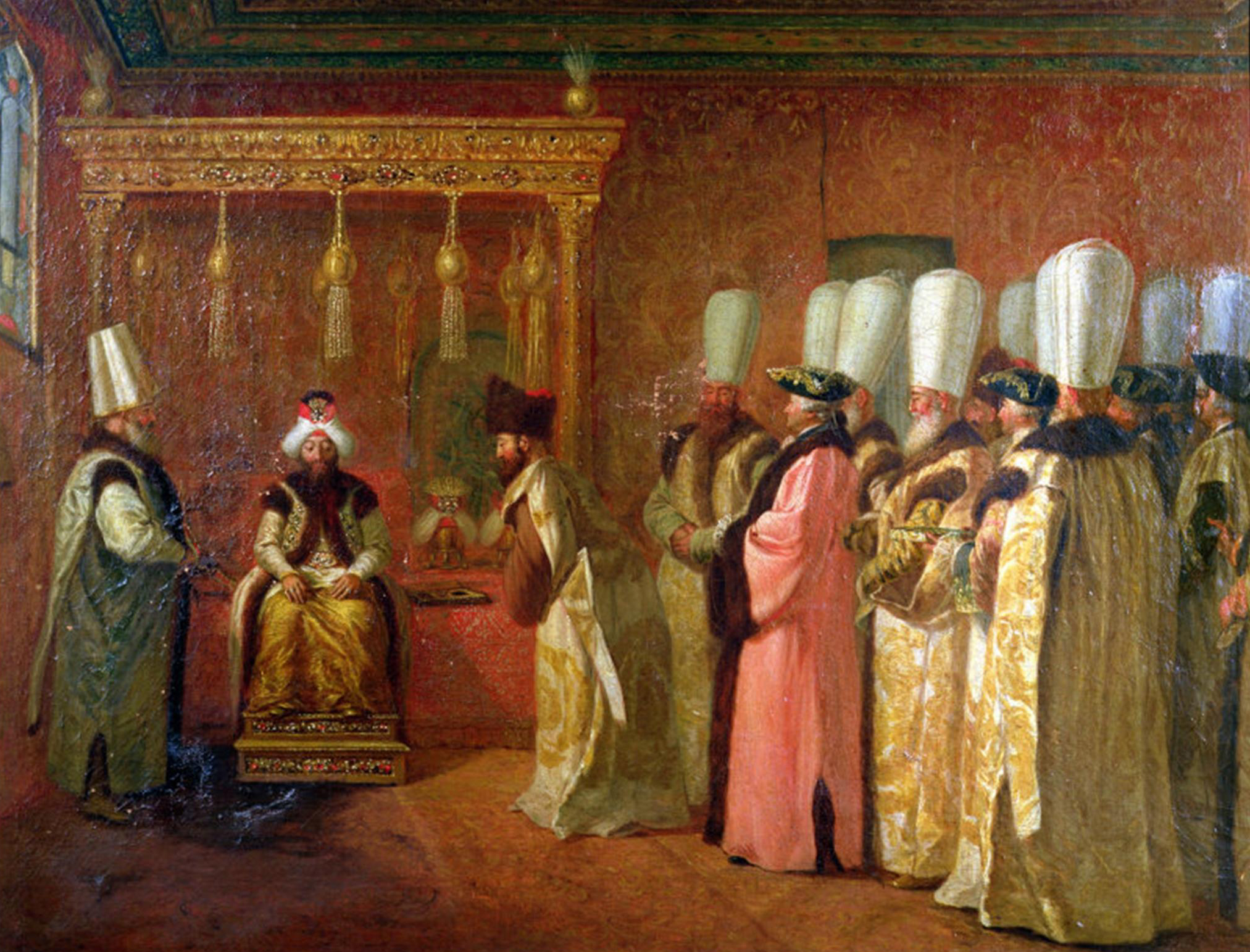
L'ambassadeur de France Charles Gravier de Vergennes reçu par le sultan Osman III en 1755.

Frère cadet du sultan Mahmoud I (1730-1754), Osman III est le fils de Moustafa II (1695-1703) et d'une sultane validé. Né au palais d'Edirne, Osman est généralement regardé comme un souverain de peu d'envergure. Son court règne voit croitre l'intolérance vis-à-vis des non-musulmans, juifs et chrétiens étant alors contraints de porter des signes distinctifs sur leurs vêtements ou des tenues particulières. Sous son règne a lieu également un incendie à Constantinople.
Osman III passe la majeure partie de son règne prisonnier dans son palais, il y développe des particularités comportementales. Contrairement aux précédents sultans, il déteste la musique et chasse tous les musiciens du palais. Vivant dans le Kafes, la partie du Harem servant de prison aux prétendants au trône, il manifeste un dégoût profond envers la compagnie des femmes. Afin d'éviter de les croiser, il porte des chaussures de métal dont le bruit indique son arrivée, permettant aux femmes de se disperser à son approche.
Osman III meurt au palais de Topkapi à Constantinople. Il épouse cinq femmes, qui ne lui donnent aucun héritier. 
Son cousin Moustafa III lui succède.

## Sources
- (en) Cet article est partiellement ou en totalité issu de l’article de Wikipédia en anglais intitulé « Osman III » (voir la liste des auteurs).